# Battaglia di Hanoi (1946)
il 19 dicembre 1946, soldati dei Viet Minh detonarono degli esplosivi ad Hanoi, e la conseguente battaglia conosciuta Battaglia di Hanoi segnò lo scoppio della Guerra d'Indocina.

## Storia
Gli esplosivi, impostati alle ore 20:03 della sera, erano stati fatti passare di nascosto dalle guardie francesi e fatti esplodere nella centrale elettrica della città. La risultante esplosione fece piombare Hanoi nel buio più totale, e in tutta la città le forze dei Viet Minh cominciarono ad attaccare le posizioni militari francesi e le case francesi. Le truppe francesi sopravvissute, allertate da spie amiche, ripresero gradualmente la superiorità numerica. L'artiglieria francese comincio a bersagliare la città, e le forze francesi cominciarono a setacciare casa per casa per trovare i capi dei Viet Minh.
Ho Chi Minh che al momento era febbricitante e il generale Võ Nguyên Giáp ordinarono a tutti soldati di "Stare uniti, di andare in battaglia, di distruggere gli invasori e di salvare la nazione". L'eventuale superiorità francese di potenza di fuoco forzò i Viet Minh alla ritirata sulle montagne a 80 miglia a nord di Hanoi. I francesi impiegarono 60 giorni per prendere il controllo della città, il che permise alle forze nemiche di evacuare tutti i loro uffici insieme alle loro truppe scelte. Dopo aver espulso i Viet Minh dalla città, i francesi pretesero la resa di tutte le forze nemiche, che rifiutarono. Gli Stati Uniti allarmati dall'incidente, inviarono il loro diplomatico Abbow Low Moffat in una missione speciale a Saigon per negoziare un referendum, dopo il rifiuto dell'offerta da parte dei Viet Minh il diplomatico non vide altra scelta che abbandonare l'area.